# عمارة إمكاما
عمارة إمكاما (بالفرنسية: Immeuble de l'IMCAMA)‏ المعروفة كذلك باسم عمارة سوني هي عمارة سكنية بأسلوب الفن الزخرفي في مدينة الدار البيضاء المغربية. تقع في ساحة سانت إكزوبيري بين شارع لورين وشارع أگادير.
العمارة صممها ألبير غرازلن Albert Greslin وتم تشييدها عام 1928. تقع قبالة حديقة جامعة الدول العربية.

## اسم
إمكاما اختصار لشركة العقارات في الدار البيضاء والمغرب (Société Immobilière de Casablanca et Maroc).